# Jean Quentin Duplaquet
Jean Quentin Duplaquet est un homme politique français né le 24 septembre 1766 à Fontaine-lès-Clercs (Aisne) et mort le 30 octobre 1835 à Rouez, hameau de Viry-Noureuil (Aisne).

## Biographie
Jean Quentin Duplaquet naît le 24 septembre 1766 à Fontaine-lès-Clercs. Il est le fils d'un laboureur, Adrien Duplaquet, et de son épouse, Marguerite Françoise Delanchy.
Jean Quentin Duplaquet devient commissaire près l'administration centrale de l'Aisne, et entre le 24 germinal an VII au conseil des Cinq-Cents comme député de l'Aisne. Favorable au coup d'État du 18 brumaire, il siège au Corps législatif de 1800 à 1803. Il retrouve son siège de député en 1815, pendant les Cent-Jours.
Il meurt le 30 octobre 1835 à Viry-Noureuil.

## Sources
- « Jean Quentin Duplaquet », dans Adolphe Robert et Gaston Cougny, Dictionnaire des parlementaires français, Edgar Bourloton, 1889-1891 [détail de l’édition]